# Planície de Ararate

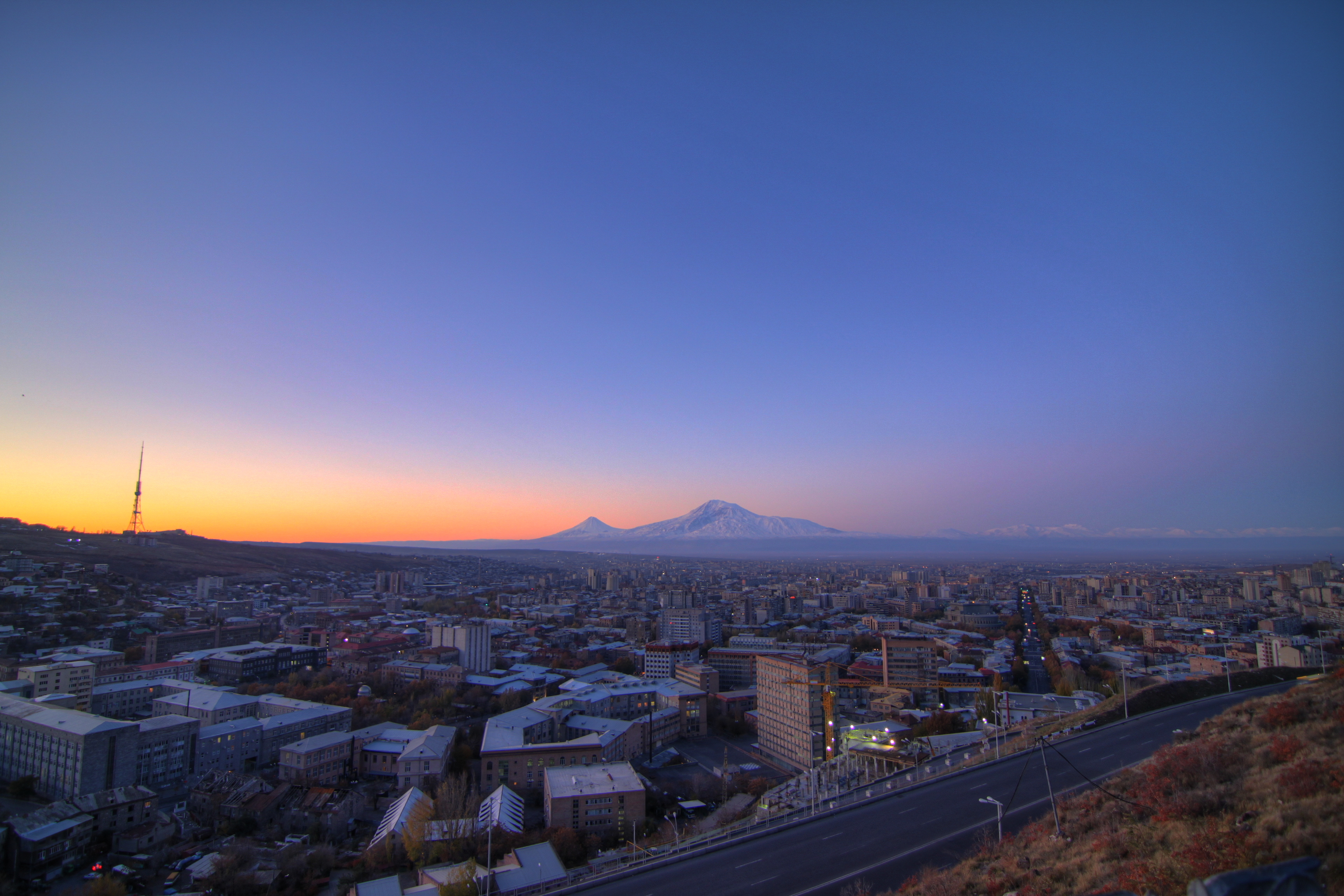
Vista da planície de Ararate, de Erevã

A planície de Ararate (em armênio/arménio: Արարատյան դաշտ; romaniz.: Araratyan dašt) é uma das maiores do planalto armênio. Ela se estende a oeste da bacia do Sevã, no sopé das montanhas Guelama. No norte, as bordas planas no Monte Aragats, e o monte Ararate no Sul. É dividido em duas secções pelo rio Aras, a parte norte localizada na Arménia, e a parte sul na Turquia.

## Etimologia
O historiador medieval armênio Moisés de Corene registrou em sua História da Armênia que a planície de Ararate foi nomeada após o rei Ara, o Belo, o bisneto de Amásia.

## Clima
O clima da planície de Ararate é continental e semiárido, com verões quentes e invernos frios. A precipitação anual é de cerca de 200 a 250 mm. A precipitação é rara no verão. No inverno, a precipitação geralmente cai na forma de neve.
A planície de Ararate e a bacia do lago Sevã, são as áreas mais ensolaradas da Arménia, recebendo cerca de 2.700 horas de sol por ano. A duração mais curta da luz do sol está em áreas da zona da floresta de montanha de idade mediana (cerca de 2.000 horas). No sopé, raramente há um dia sem sol entre os meses de junho e outubro.

## Agricultura
A planície de Ararate abrange 4% da área terrestre total da Arménia, e ainda produz 40% da produção agrícola da Arménia.

## Galeria

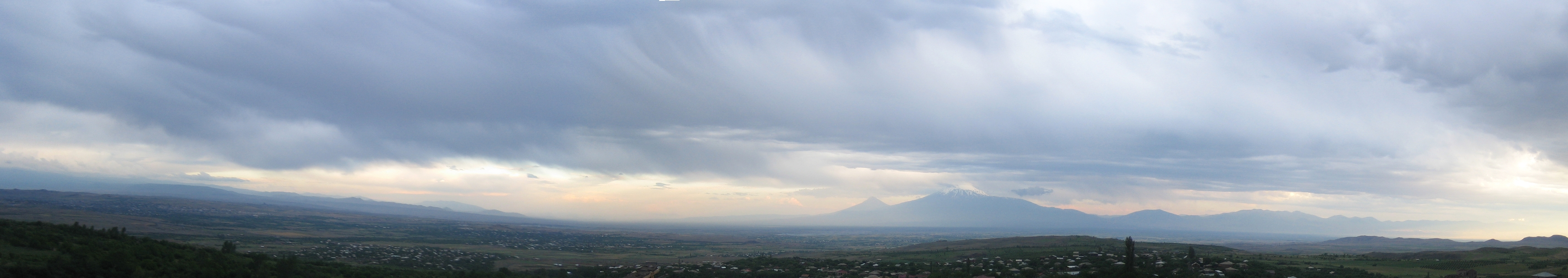
Panorama da planície Ararat como visto de Dzorap, Arménia.

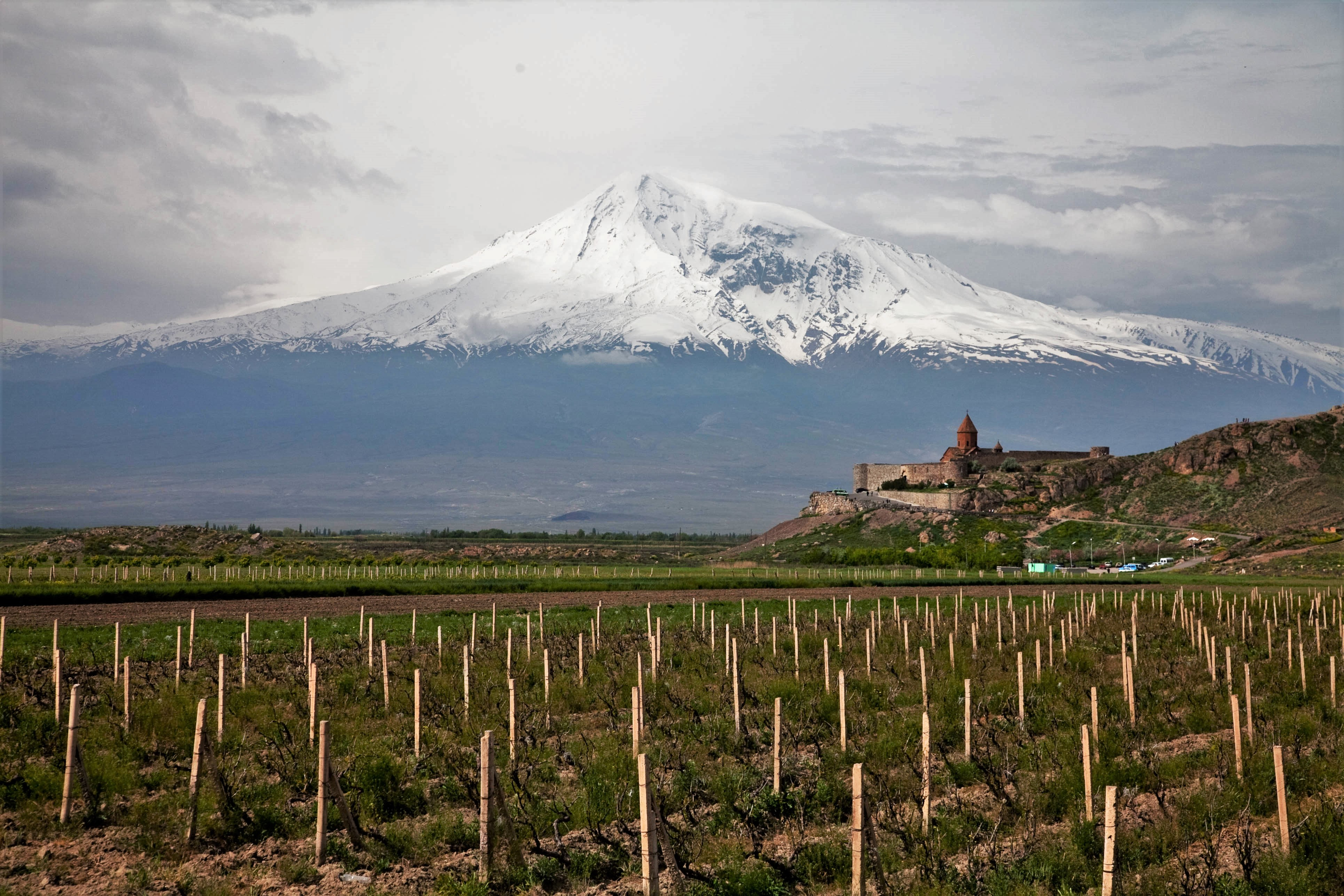
Monastério Khor Virap e Ararat.
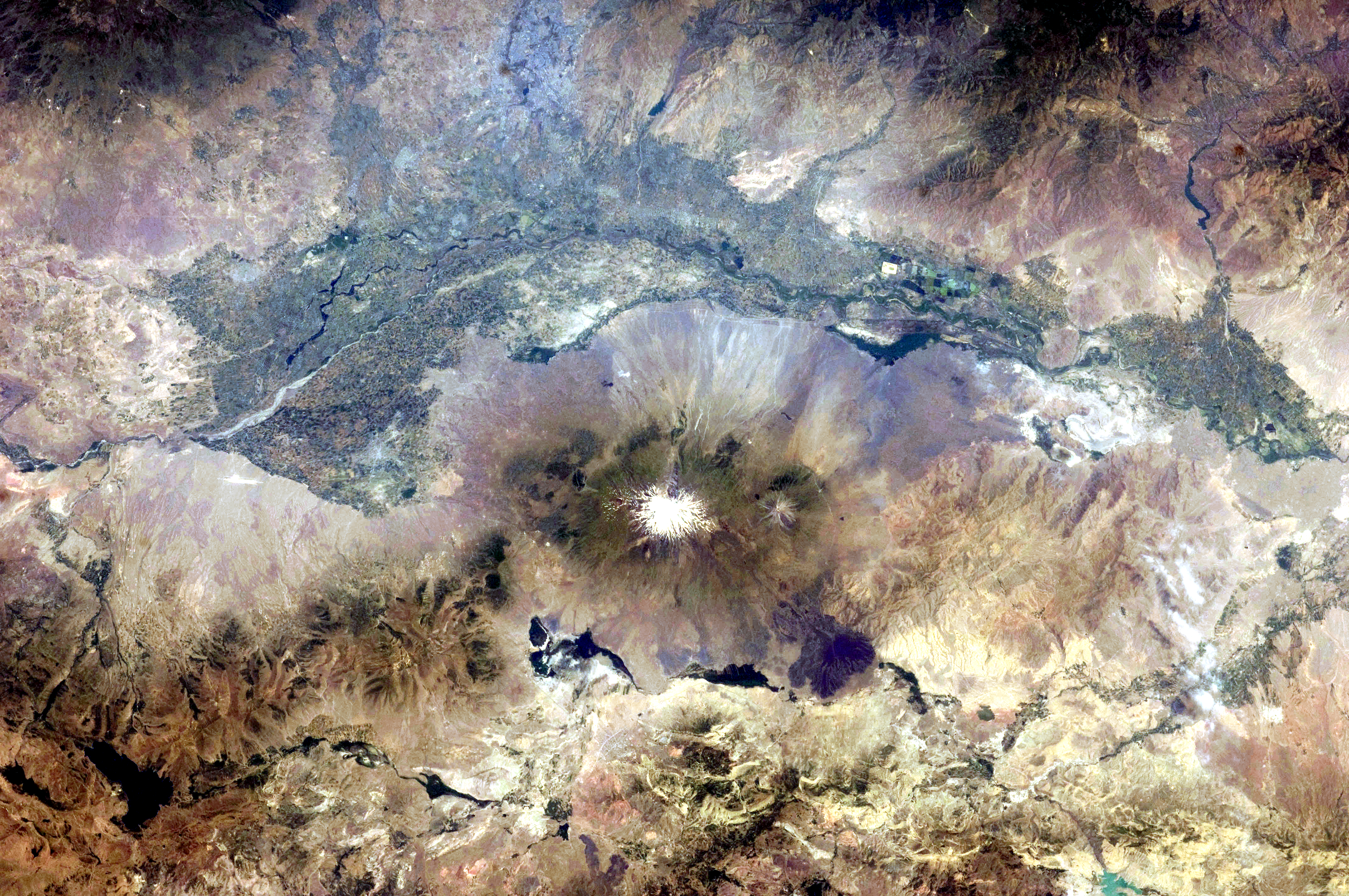
Imagem de Satélite